# Yōta Tanabe
Yōta Tanabe (japanisch 田辺 陽太 Tanabe Yōta; * 15. Mai 2002 in der Präfektur Chiba) ist ein japanischer Fußballspieler.

## Karriere
Yōta Tanabe erlernte das Fußballspielen in der Jugendmannschaft von Mito Hollyhock. Hier unterschrieb er am 1. Februar 2021 auch seinen ersten Vertrag. Der Verein aus Mito, einer Stadt in der Präfektur Ibaraki, spielte in der zweiten japanischen Liga. Von August 2021 bis Saisonende wurde er an den Viertligisten Iwaki FC ausgeliehen. Für den Verein aus Iwaki kam er jedoch nicht zum Einsatz. Die Saison 2022 spielte er beim Fünftligisten Ococias Kyoto AC. Für den Verein aus Kyōto spielte er fünfmal in der Kansai Soccer League (Div.1). Nach der Ausleihe kehrte er nach Mito zurück. Sein Zweitligadebüt gab Yota Tanabe am 8. April 2023 (8. Spieltag) im Heimspiel gegen Júbilo Iwata. Bei der 1:5-Heimniederlage wurde er nach der Halbzeitpause für Jefferson Tabinas eingewechselt. Im Februar 2024 wurde er an den Viertligisten Kōchi United SC verliehen. Am Ende der Saison 2024 wurde er mit dem Verein Vizemeister und qualifizierte sich für die Aufstiegsspiele zur dritten Liga. Hier konnte man sich gegen den Drittligisten YSCC Yokohama durchsetzen und stieg somit in die dritte Liga auf.

## Erfolge
Kōchi United SC
- Japanischer Viertligavizemeister: 2024  ▲